# Ночи Декамерона
«Ночи Декамерона» (англ. Decameron Nights) — кинофильм, снятый в 1953 году в Великобритании режиссёром Хьюго Фрегонезе, по мотивам трех новелл из знаменитого «Декамерона» Джованни Боккаччо.

## Сюжет
Сюжетная линия фильма (сценарий — Джордж Оппенгеймер, на основе предварительной разработки Гезы Герцега) соединяет элементы реальной жизни автора «Декамерона», Джованни Бокаччо, с тремя невероятными любовными историями, сочинёнными им.
По фильму Боккаччо (Луи Журдан) следует за своей возлюбленной, Фьямметтой (Джоан Фонтейн), на загородную виллу, где эта дама, вместе с пятью другими женщинами (Графиня, Пампинея — Джоан Коллинз) и тремя служанками, скрывается после разорения их родного города Флоренции герцогом Лоренцо. Недавно овдовевшая Фьямметта отвергает авансы флиртующего с ней Боккаччо, который, желая завоевать сердце девушки, рассказывает две из своих историй «Декамерона». Третью историю рассказывает в ответ сама Фьяметта.
Истории:
1. О пирате Паганино из Монако (Луи Журдэн), который похищает Бартоломею, супругу мессера Риччьярдо да Кинзика (Джоан Фонтейн), и делает её своей женой (II день, 10-я новелла).
2. О торговце Бернабо (Тирль), который поспорил с молодым мошенником Джулио (Луи Журдэн) о том, что верность его жены Джиневры (Джоан Фонтейн) вне подозрений, и, проспорив, вынужден отдать ему своё состояние, так как тот, подсмотрев за обнаженной Джиневрой, представляет дело так, будто бы овладел ею (II день, 9-я новелла, имена персонажей изменены).
3. О дочери врача, которая в ответ на излечение просит выдать её замуж за нелюбящего её мужчину (III день, 9-я новелла).

Эти три истории естественным образом приводят повествование к счастливому финалу.

## В ролях
- Джоан Фонтейн
- Луи Журдэн
- Джоан Коллинз
- Бинни Барнс